# Solvända
Solvända (Helianthemum nummularium (L.) Mill, (tidigare Helianthemum vulgare Garsault (nom inval) ) är en lågväxt, flerårig ört i familjen solvändeväxter.

## Beskrivning
Stamsystemets nedersta del är förvedad, så att den i likhet med en buske övervintrar med sina knoppar ovan jord. Eftersom stjälkarna är örtartade blir den dock inte särskilt hög. Solvändan är därför ett mellanting mellan ört och småbuske, en så kallad dvärgbuske. Ju torrare och kalare växtplatsen är, desto tjockare och hårdare förvedad blir stammens nedersta del. Bland högt gräs och i skuggiga backar blir växten högre, smärtare och vekare.

### Blomma

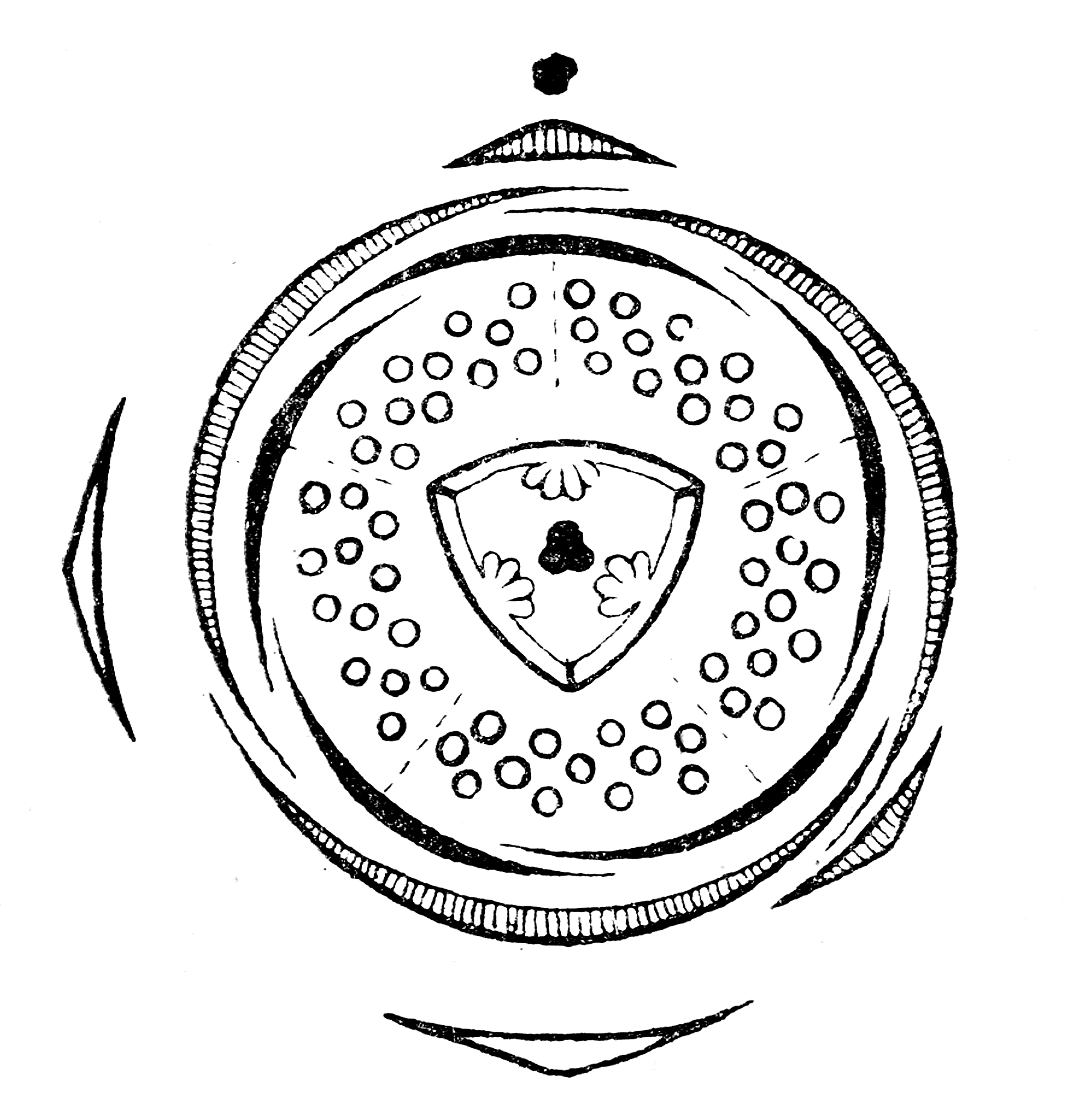
Blomdiagram för Helianthemum vulgare

Blommorna är gula och har fem foderblad och fem kronblad, som ofta har en orangefärgad fläck intill fästet. Exempel på detta finns i avsnitt Bilder nedan.
Vanligen har blomman omkring 100 ståndare. Tre fruktblad bildar ett enrummigt fröhus. Blomningen är kortvarig. Nektar saknas. Ståndarna är känsliga och rörliga. Om strängarna vidrörs på sin utåtvända sida böjer de sig utåt mot kronbladen, så att den anländande insekten inpudras med pollen. På samma gång blir pistillen friställd i blommans mitt för att säkrare kunna pollineras med främmande ståndarmjöl. 
Solvändan behöver starkt ljus och värme för att öppna blommorna helt. De öppnar sig mot solen och mer eller mindre följer denna under dagens lopp (därav namnet solvända). Redan tidigt på eftermiddagen sluter sig hyllet. Av foderbladen är nämligen tre större än de övriga och oliksidigt förtjockade av fastare ribbor, och det är de som sluter sig och tvingar blomkronan att följa med. Efter befruktningen förblir dessa foderblad som skyddsorgan hårt tryckta intill fruktanlaget, som nu även genom blomskaftets karpotropiska krökning avlägsnas från den plats, där blomningen ägt rum. Först då fröhuset är moget och ska öppna sig, släpper foderbladen sitt hårda grepp runt det.

### Blomställning
Blomställningen hos solvändan liknar en klase, där endast en blomma i sänder står i blom. Men klasen är skenbar. I en äkta klase sitter varje blomskaft i vinkeln av sitt skärmblad. Hos solvändan däremot är skärmbladen inte placerad direkt nedanför, utan bredvid eller ofta något högre än närmaste blomskaft. Detta förklaras med att blomskaftet är den huvudaxel som skärmbladet bärs upp av. Ur skärmbladets bladvinkel framkommer den biaxel som bildar den skenbara huvudaxelns (i rät linje fortgående) fortsättning men med sin topp slutar som blomskaft till närmast högre belägna blomma. I en klase kommer alla blomskaften fram successivt som biaxlar till en och samma huvudaxel. De är alla av samma generation, alla syskon, men allt yngre och yngre. Hos solvändan däremot är blomställningen ett ensidigt knippe, således en generation yngre än denna. Generationerna blir lika många som blommorna, och den så kallade huvudaxeln är endast skenbar för den är en skottkedja. Hos solvändan tillkommer slutligen det egendomliga fallet, att blomskaftet, det vill säga den svaga och fina huvudaxeln, sammanväxer med sin kraftigare biaxel ända upp till närmast högre skärmblad, där blomskaftet frigör sig från den skenbara huvudaxeln.

## Biotop
Ängsbackar, gräsbevuxna kullar och även hedartad mark.

## Utbredning
I Skandinavien finns solvändan i södra Finland och Estland samt i södra och mellersta Sverige längs östersjökusten.

### Utbredningskartor
- Norden: Vanlig solvända ssp. nummularium
- Norden: Mörk solvända  ssp. obscurum
- Norra halvklotet  (Adventive = tillfällig.)

## Underarter
- Helianthemum apenninum ssp. urrielense (Laínz) G.López González
- Helianthemum nummularium ssp. berteroanum (Bertol.) Breistr.
- Helianthemum berteroanum Bertol., 1844
  - Synonym till Helianthemum nummularium ssp. berteroanum (Bertol.) Breistr.
- Helianthemum cinereum ssp. rotundifolium (Dunal) Greuter & Burdet
  - Synonymer:

Helianthemum cinereum var. bicolor (Willk.) Jahand. & Maire, 1930
Helianthemum cinereum f. floribundum (Pomel) Font Quer & Rothm., 1934
Helianthemum cinereum var. paniculatum (Dunal) Pau, 1907
Helianthemum cinereum ssp. rubellum (Fiori) Maire
Helianthemum cinereum var. rubellum Pau, 1922
Helianthemum cinereum var. tenuicaule (Pomel) Jahand. & Maire, 1932
Helianthemum floribundum Pomel, 1874
Helianthemum marifolium ssp. rubellum (Fiori) O.Bolós & Vigo, 1974
Helianthemum nummulariifolium Spruner ex Willk., 1862
Helianthemum nummularium Guss. (flertydig synonym)
Helianthemum paniculatum Dunal, 1824
Helianthemum piloselloides Pourr. ex Nyman, 1878 (flertydig synonym)
Helianthemum prostratum Pomel, 1875
Helianthemum rotundifolium Dunal, 1824
Helianthemum rubellum C.Presl, 1802 (flertydig synonym)
Helianthemum rubellum var. bicolor Willk.
Helianthemum rubellum var. prostratum (Pomel) Batt., 1888
Helianthemum rubellum ssp. rotundifolium (Dunal) Murb., 1897
Helianthemum tenuicaule Pomel, 1874
Rhodax distachyos ssp. rubellus (Fiori) Holub, 1998
Rhodax rotundifolius (Dunal) Holub, 1986
- Helianthemum nummularium ssp. glabrum R.Wilczek
- Helianthemum nummularium ssp. glabrum (Koch) Raynaud
- (Helianthemum nummularium ssp. grandiflorum) (Scop.) Schinz & Thell., Stor solvända
- Helianthemum nummularium ssp. kerneri (Gottlieb & Janch. ex Janch.) Lambinon
- Helianthemum nummularium ssp. lycaonicum Coode & Cullen
- Helianthemum morisianum Bertol.
- Helianthemum nummularium ssp. morisianum (Bertol.) Zangh.
  - Synonym till Helianthemum morisianum Bertol.
- Helianthemum nummularium ssp. nummularium Mill., Ljus solvända. Kromosomtal 2n = 20.
- Helianthemum nummularium ssp. obscurum (Čelac.) Holub, Mörk solvända. Kromosomtal 2n = 20.
- Helianthemum nummularium ssp. ovatum (Viv.) Schinz & Thell.
  - Synonym till Helianthemum nummularium ssp. obscurum (Čelac.) Holub
- Helianthemum nummularium ssp. pyrenaicum (Janch.) Hegi, Röd solvända
  - Synonym till Helianthemum nummularium var. pyrenaicum (Janch.) C.Raynaud
- Helianthemum nummularium var. pyrenaicum (Janch.) C.Raynaud
- Helianthemum nummularium ssp. semiglabrum (Badarò) M.Proctor
  - Synonym till Helianthemum nummularium ssp. grandiflorum (Scop.) Schinz & Thell.
- Helianthemum nummularium ssp. tomentosum (Scop.) Schinz & Thell.
- Helianthemum nummularium ssp. urrielense Lainz
  - Synonym till Helianthemum apenninum ssp. urrielense (Laínz) G.López González
- Helianthemum nummularium ssp. vulgare Hayek
  - Synonym till Helianthemum nummularium ssp. nummularium Mill.
- Helianthemum nummularium var. roseum (Willk.) G.López González

## Bilder

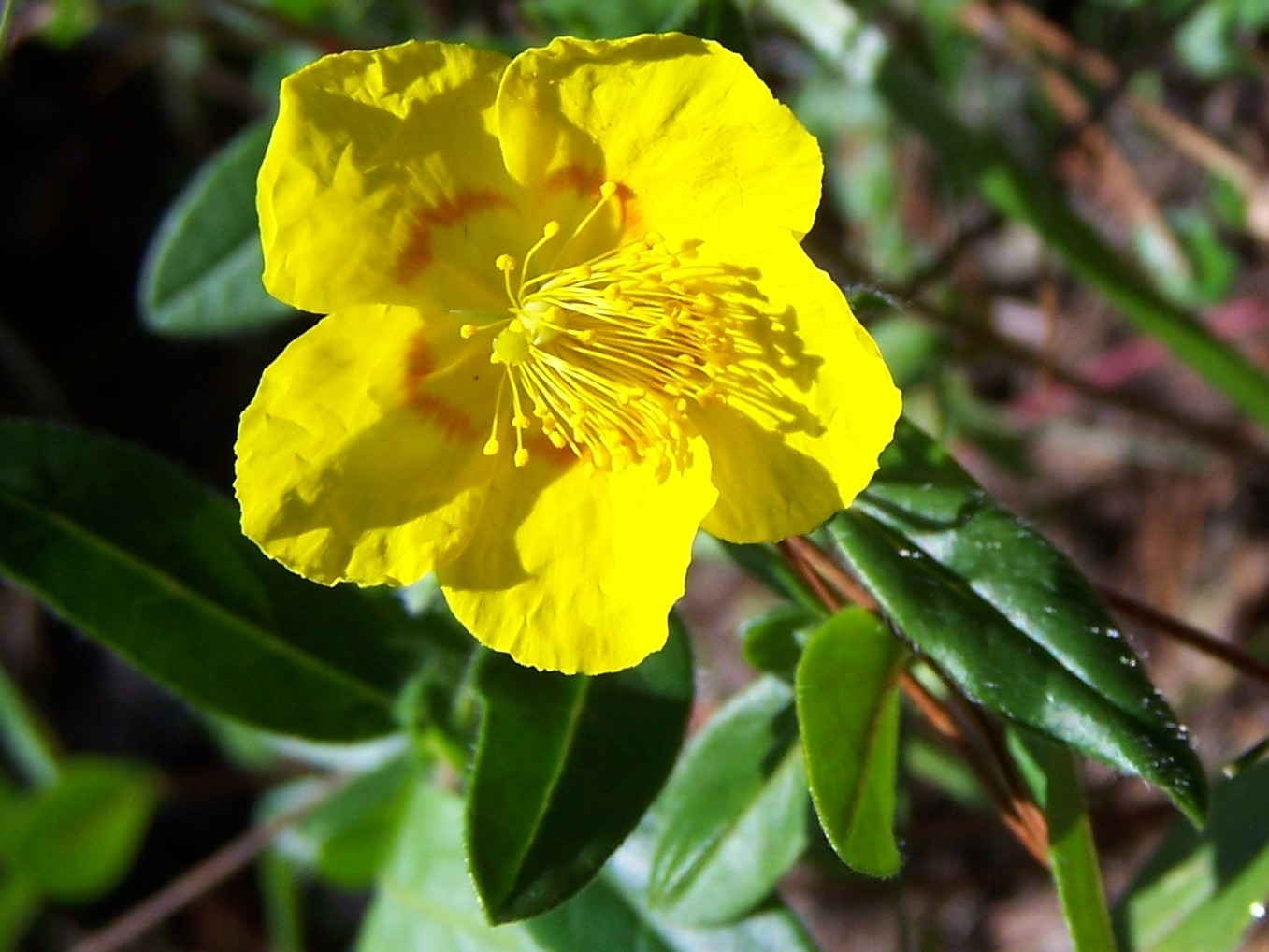
Helianthemum grandiflorum
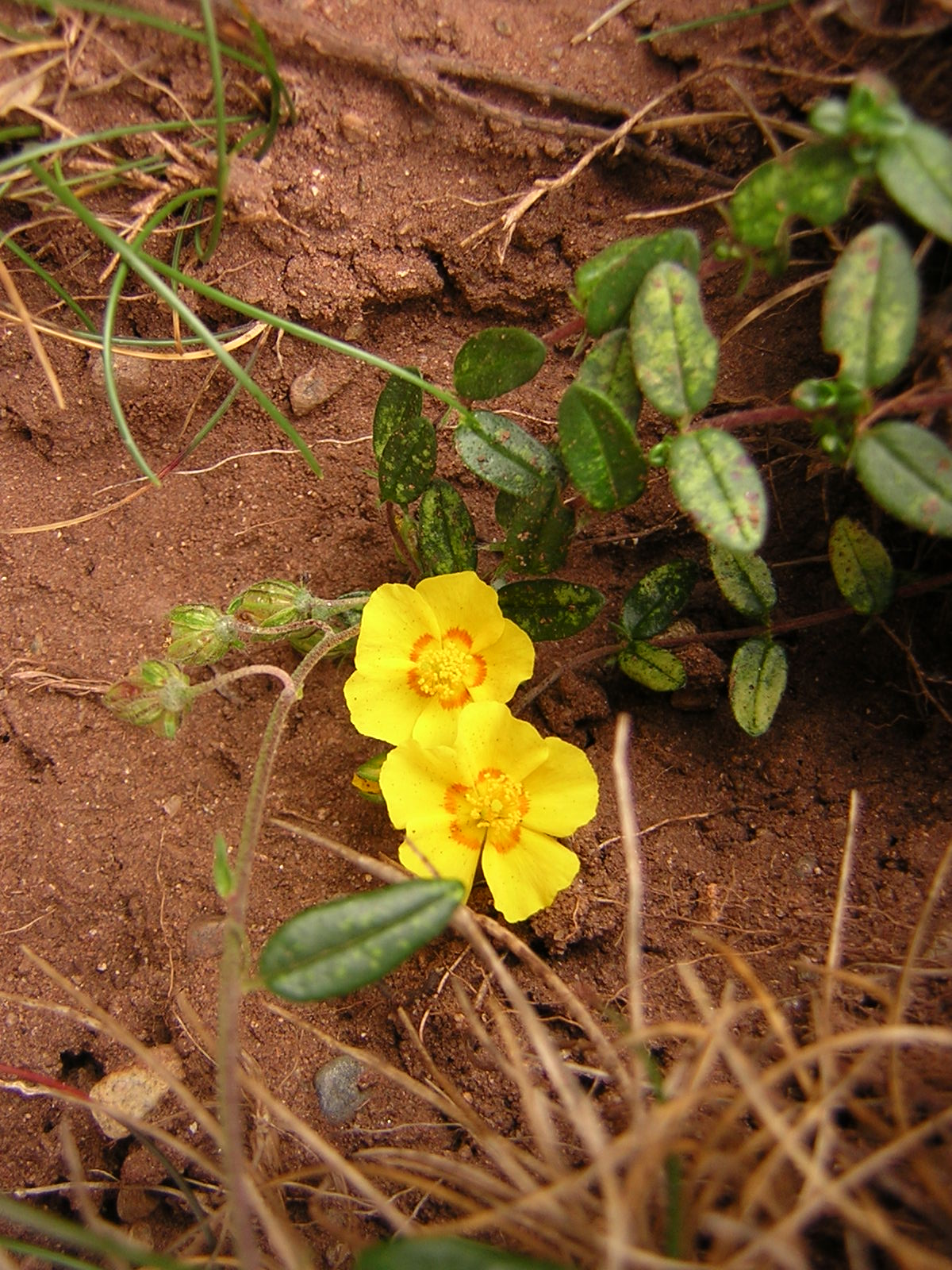
Helianthemum nummularium ssp. nummularium
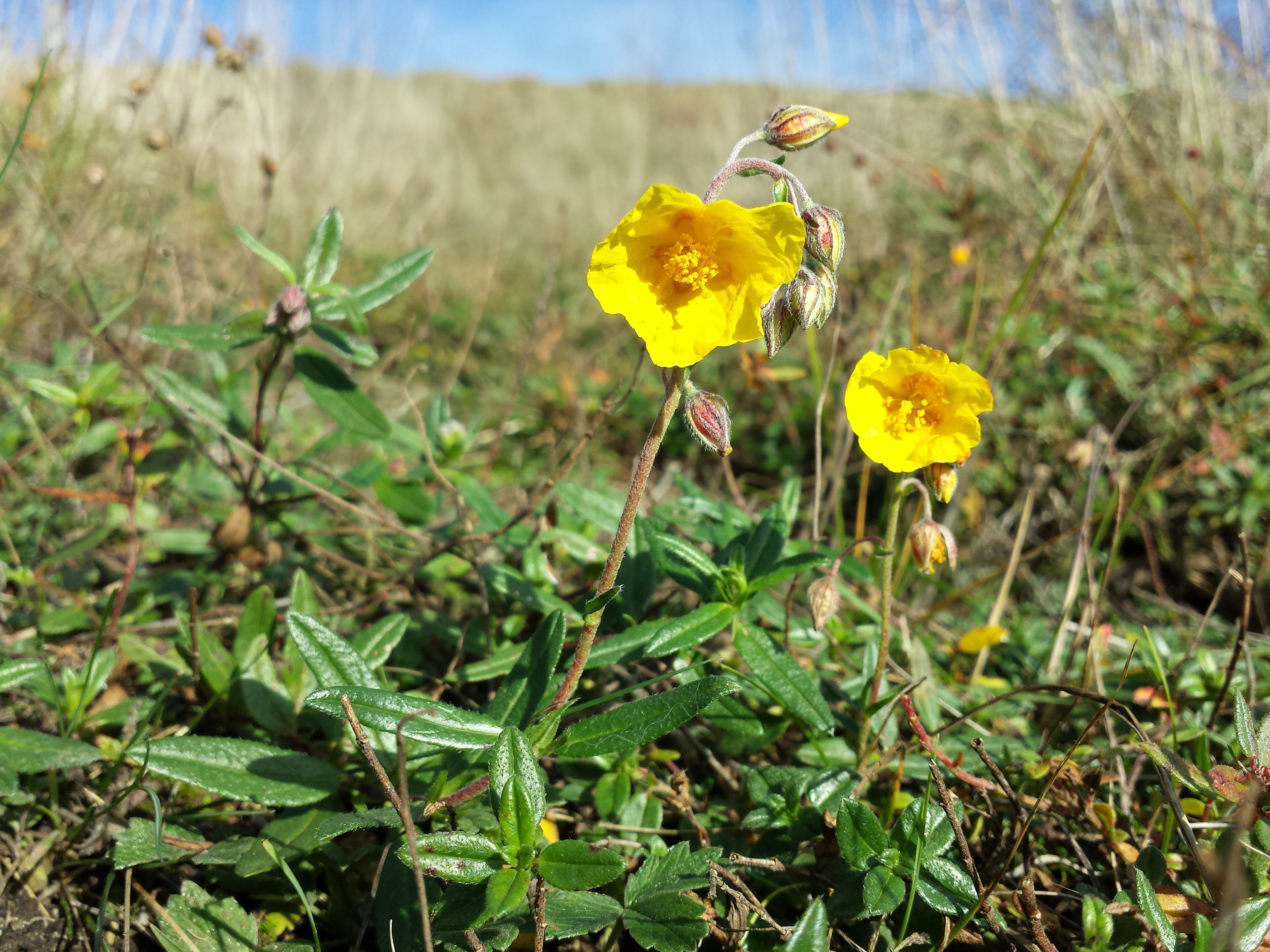
Helianthemum nummularium ssp. obscurum
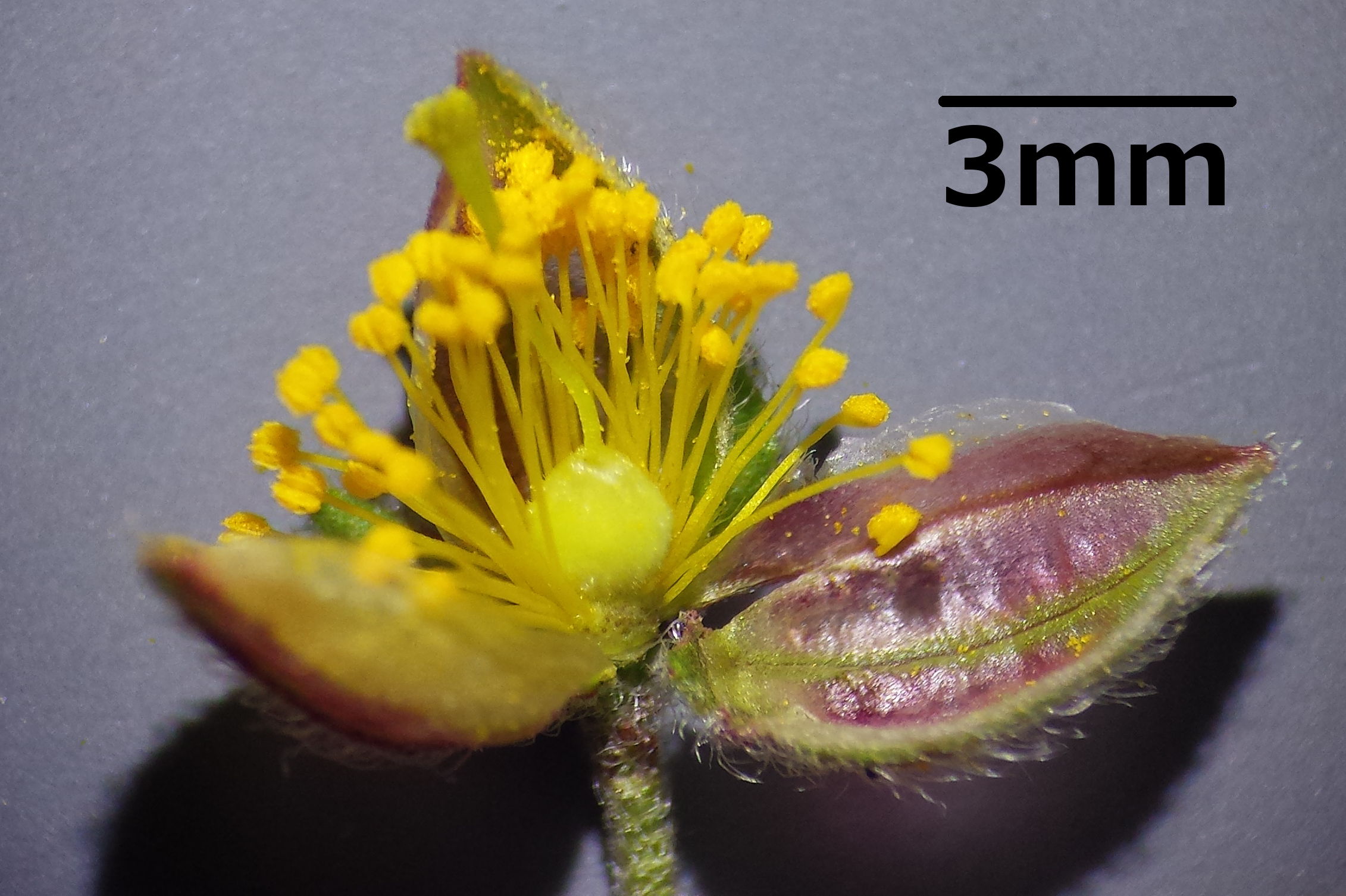
Uppskuren blomma Helianthemum nummularium ssp. obscurum
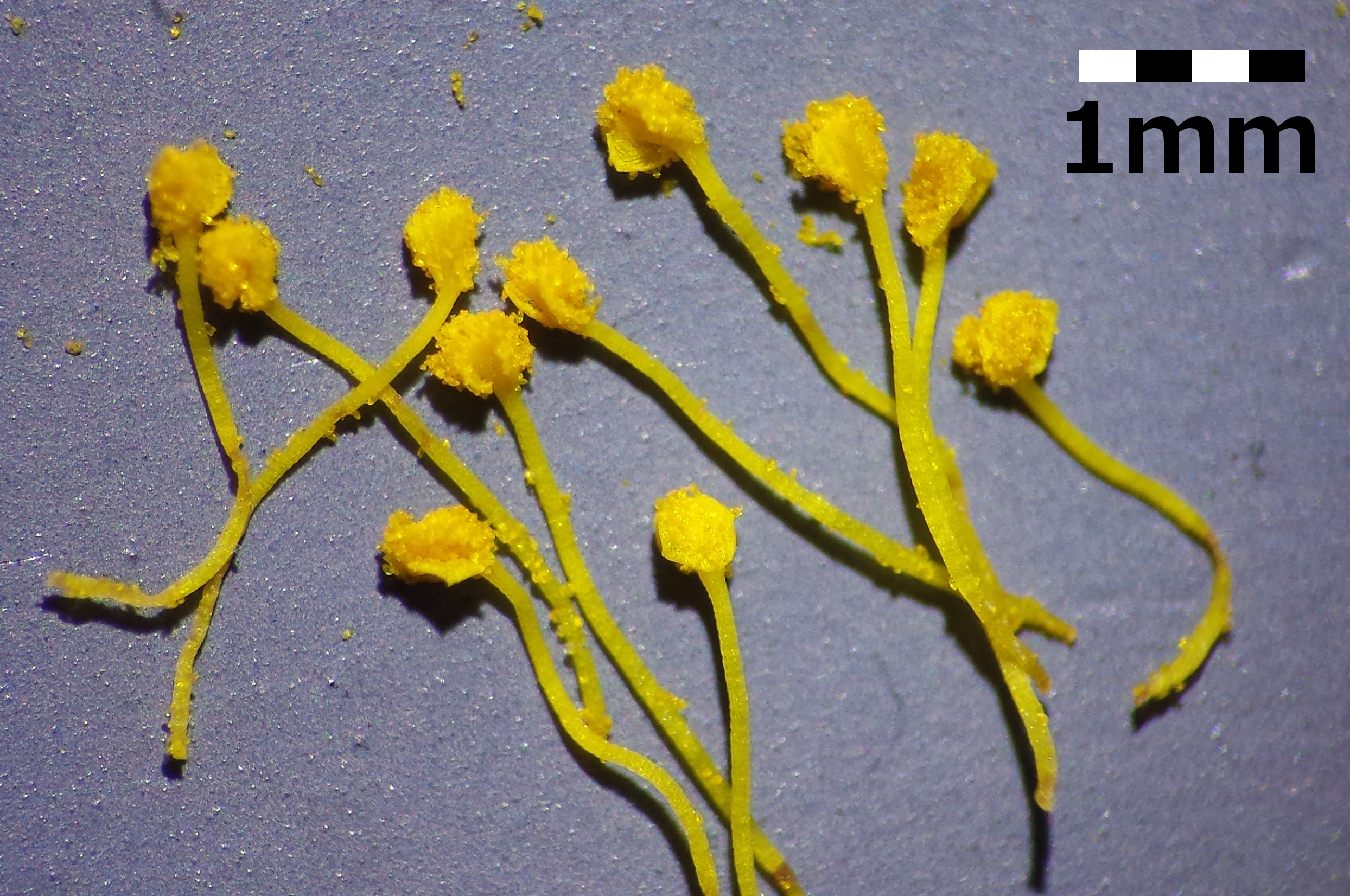
Ståndare Helianthemum nummularium ssp. obscurum
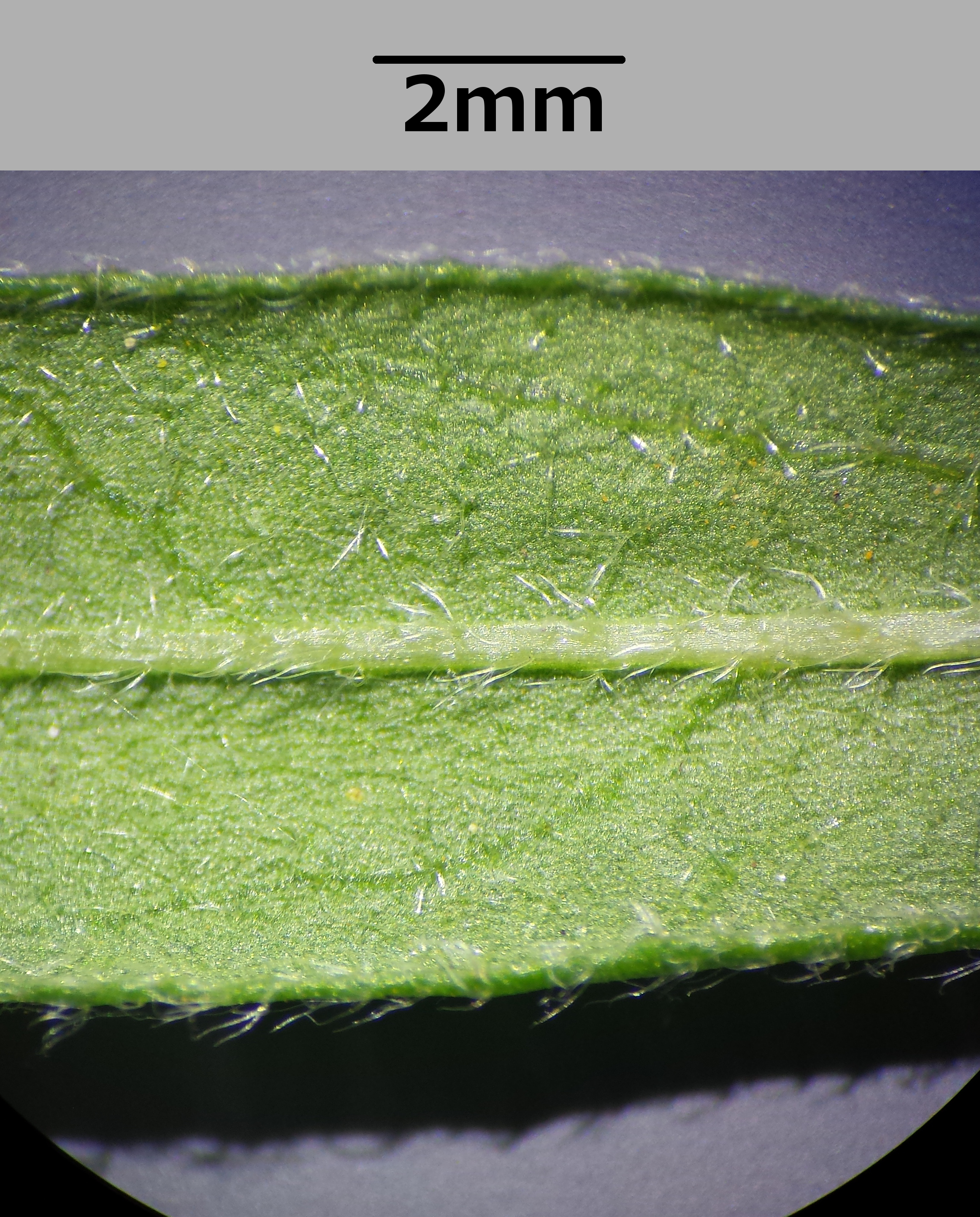
Den håriga undersidan av ett blad Helianthemum nummularium ssp. obscurum
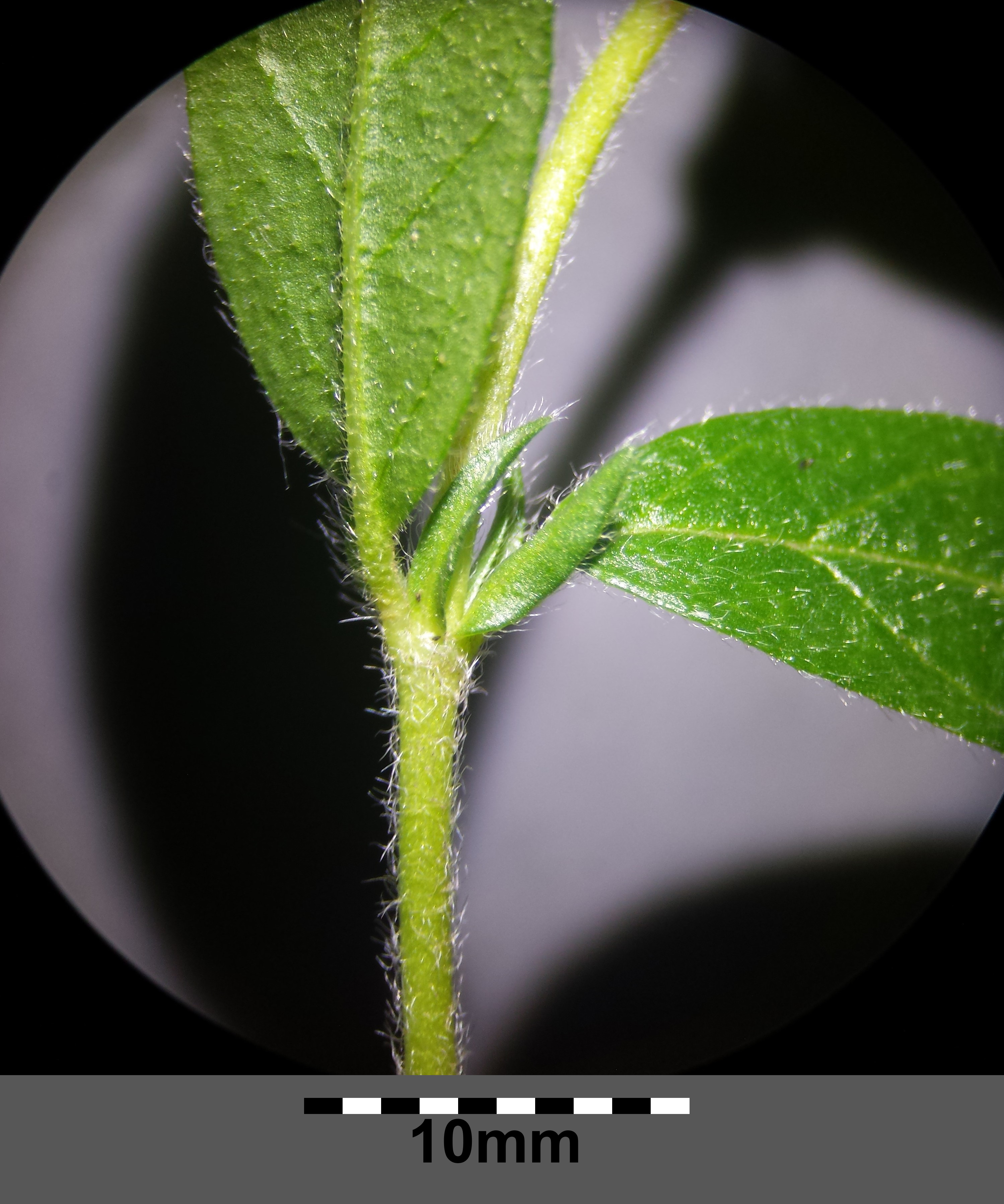
Stipel på Helianthemum nummularium ssp. obscurum
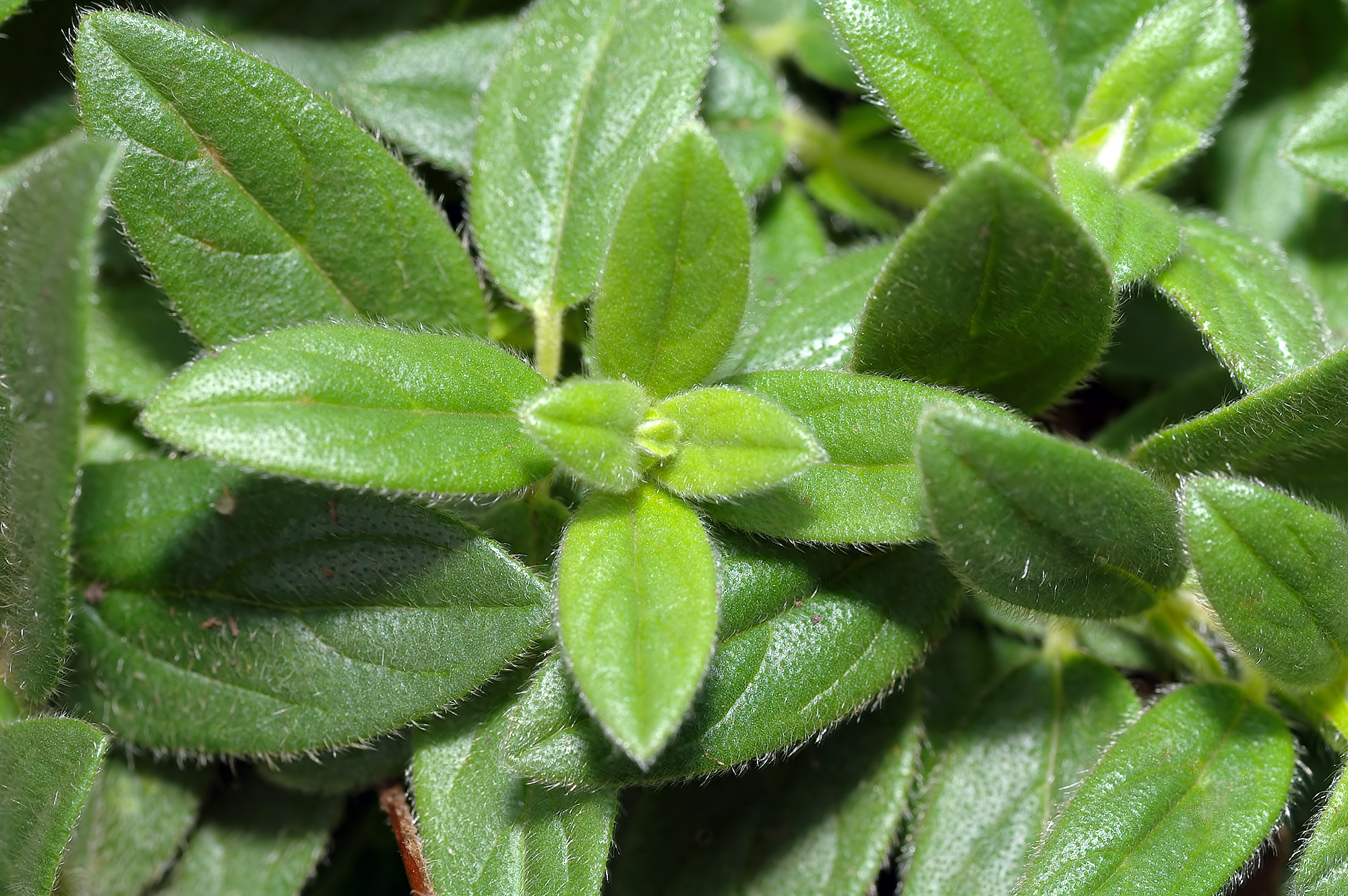
Bladen sitter parvis, de äldsta nederst på stjälken, med yngre och yngre "syskon", som klättrar uppåt längs stjälken. Vartannat par kommer 90° förskjutet i förhållande till det föregående paret (Helianthemum nummularium)
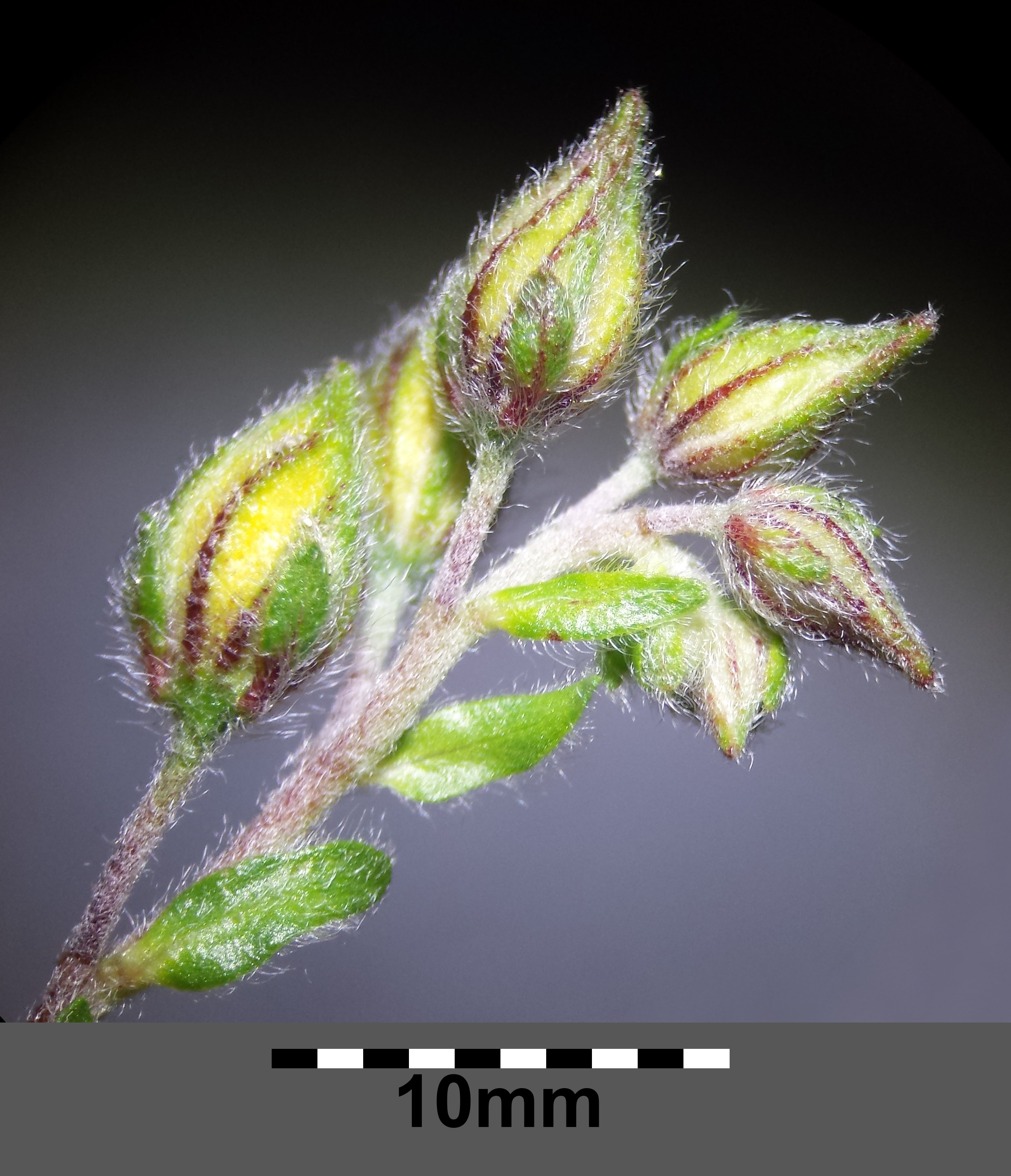
Knoppar Både knopparna och skaften är starkt hårbevuxna Helianthemum nummularium ssp. obscurum
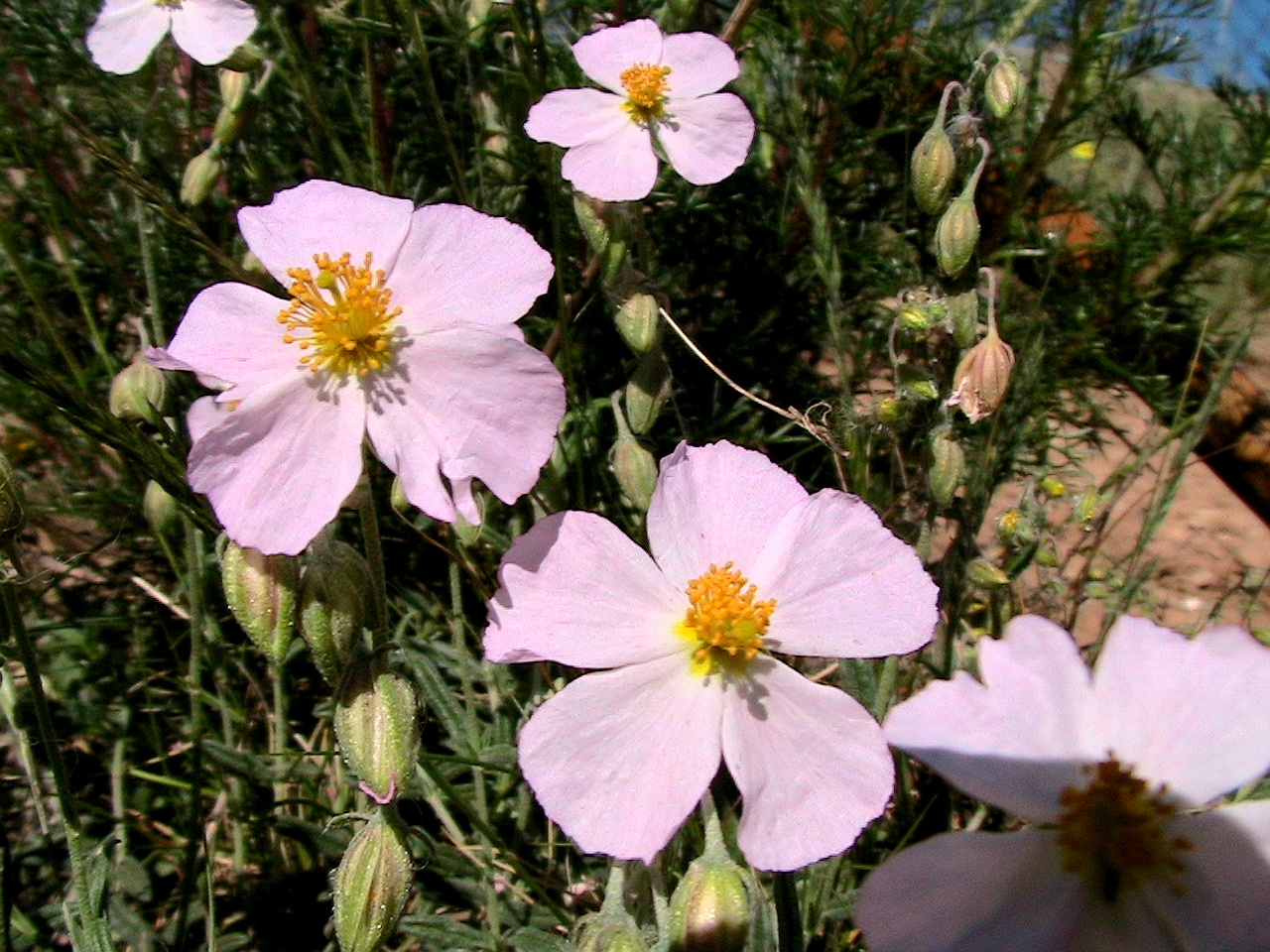
Helianthemum nummularium ssp. pyrenaicum
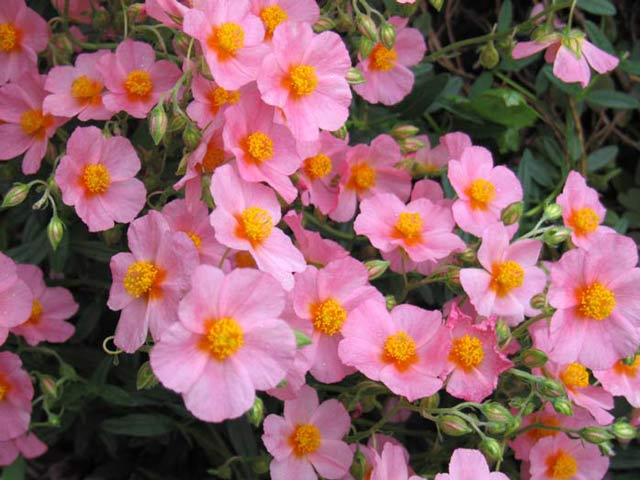
Förädlad Helianthemum nummularium 'Perene-roze'
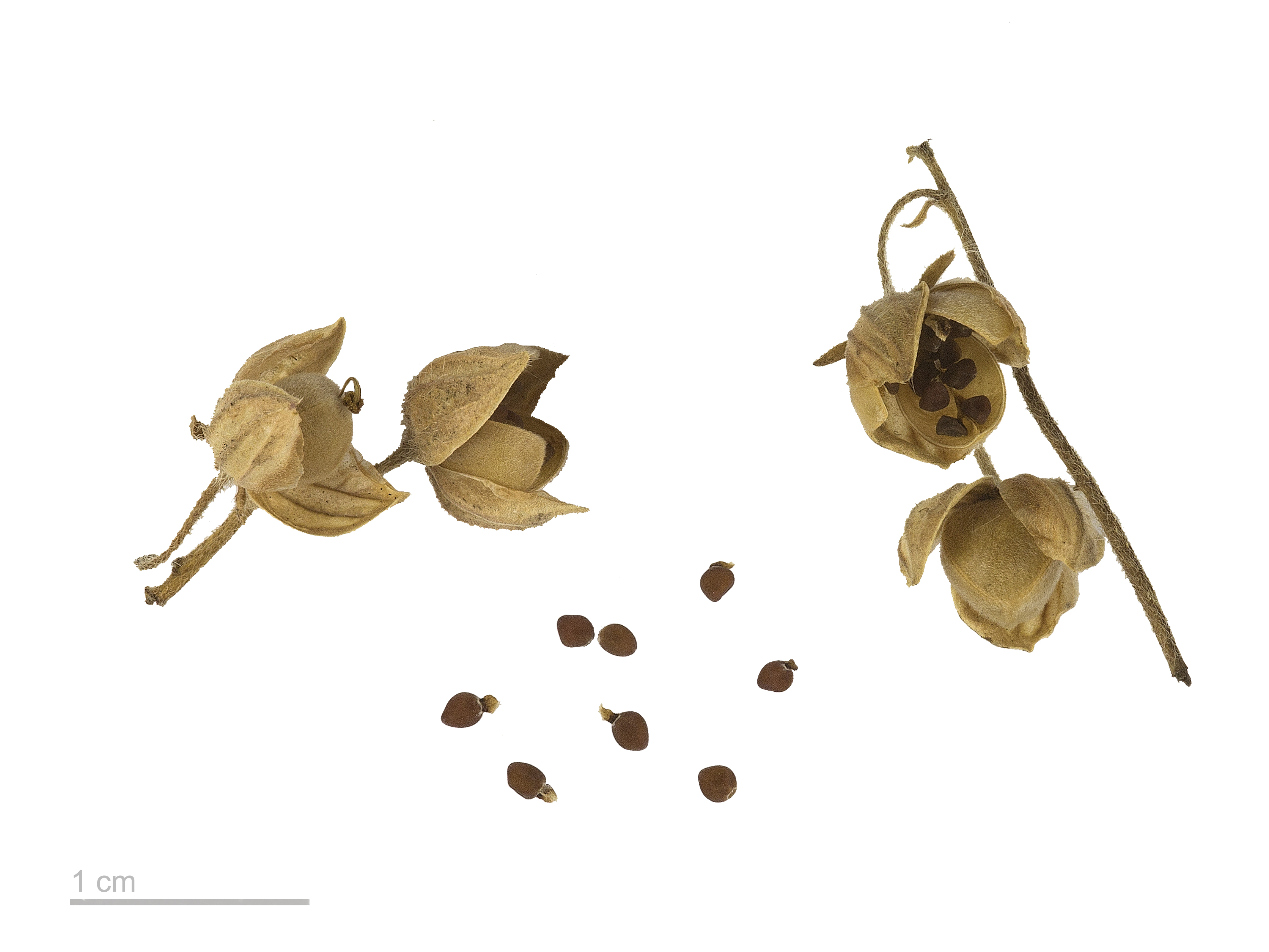
Kapslar och frön Helianthemum nummularium Lägg märke till skalan längst ned Vänsterklicka på bilden, så syns det bättre